# 中新町 (高松市)
中新町（なかじんちょう）は、香川県高松市中心部の町丁。郵便番号は760-0056。住居表示に関する法律に基づく住居表示は実施されていない。

## 地理
高松市役所より0.6km、高松市中心部の都心に位置し、西側は中央通りに面している。町内には高松市中心部における交通の結節点である中新町交差点が位置し、そこから延びる観光通りが町の中央を東西に通っている。中央通り沿いは高松市の都心を成す一角として高層オフィスビルの林立が顕著であるが、その裏手にある部分には通常の雑居ビルのほかにアパートや駐車場も立地している。
2010年国勢調査による人口は292人（男151人/女141人）、世帯数は200世帯、面積は3万3382.04m2、人口密度は8747.2人/km2。公立小学校・中学校の校区は全域が亀阜小学校・紫雲中学校に属している。
町内における都市計画法に基づく用途地域は全域が商業地域で、容積率は中央通り及び観光通り沿いが600%、それ以外の地域のうち観光通り以北が500%、それ以南が400%である。

## 歴史
町名の由来は「中ノ村にできた新しい町」という意から。高松城築城時は香川郡中ノ村の一部であったが、後に高松城城下町の1町となり、町人地になる。江戸時代には塗師屋が多く居住し、町内にある御先神社は彼らによって奉祀された。
昭和に入ると、現在の中央通りが築港方面から徐々に南進してきて、戦前までには中新町交差点にまで到達した。また、この時点では中新町交差点は三差路であり、ロータリー式の交差点であった。
1945年（昭和20年）7月4日未明にはアメリカ軍による無差別絨毯爆撃「高松空襲」を受け、町域の95%以上が灰燼に帰した。戦後は復興を目的とした戦災復興土地区画整理事業が施工され、町内全域が区画整理される。この際に、旧国道11号（県道33号高松善通寺線、観光通り）の通りが拡幅されて大通りとなったほか、中央通りも拡幅のうえ中新町以南へ順延し、中新町交差点が四差路となった。
1958年（昭和33年）には当町の一部が天神前一丁目及び田町へそれぞれ編入され、逆に天神前の一部が当町に編入された。また、その後も当町の一部が1968年（昭和43年）に天神前、1969年（昭和44年）に中央町へそれぞれ編入された。その結果当町は町域を大幅に縮小している。戦後までの町域は現在の中新町交差点を中心として、現町域と天神前の南東部、中央町の北東部の広い地域を含んでいた。

## 主要施設
掲載順は地番の順序による
- 小倉歯科医院
- 常照庵
- モービル石油 高橋石油 中新町給油所
- 中新町交差点
- 御先神社
- ホテルニューワカサ
- 香川銀行事務センター

## 中新町交差点
| 国道11号標識 | 国道30号標識 | 国道32号標識 | 国道193号標識 | 国道436号標識 | 国道492号標識 | 香川県道33号標識 | 香川県道43号標識 | 香川県道155号標識 |

中新町交差点（なかじんちょうこうさてん）は、香川県高松市中新町にある交差点（北緯34度20分14.3秒 東経134度2分49.3秒 / 北緯34.337306度 東経134.047028度）。四国における最重要国道である国道11号が通過し、5つの国道と3つの県道の始点・終点になっていることから、高松市内の交通の結節点となる重要な交差点である。
高松北バイパスや高松南バイパスなどの国道11号バイパスが完成する以前、当時国道11号が東西に通過していたこの交差点には高松市に流入する交通が集中し、香川県の交通において非常に重要な結節点であった。しかし国道11号バイパスの完成以後、香川県の交通の結節点としての機能は北方に位置する番町交差点や、特に高松東バイパスの完成以後は南方に位置する上天神町交差点に移行し、県内交通よりもむしろ市内交通の結節点としての機能に特化した。
その後もこの交差点は高松市中心部の南北軸である中央通りと2つの東西軸の1つである観光通りが交差していることもあり、ラッシュ時を中心にしばしば渋滞が発生する。

### 通過路線名
- ↑↓国道11号

この交差点を通過する国道は全て国道11号と重複している。いずれの路線においても本交差点が起点・終点であることを示すものは設置されていない。
起点
- ↓国道32号
- ↓国道193号
- ↓国道492号
- ←香川県道33号高松善通寺線 - 1975年までは国道11号。同年から1983年までは香川県道267号坂出国分寺高松線。

終点
- ↑国道30号
- ↑国道436号
- →香川県道43号中徳三谷高松線旧道（観光通り） - 1989年の新高松空港開港までは香川県道15号高松空港線。
- →香川県道155号牟礼中新線 - 1969年までは国道11号。

### 歴史
- 戦前、中央通りが順延され中新町交差点が三差路として成立する。
- 戦後復興事業の一環で中央通りが栗林公園前交差点まで順延され、四差路が成立する。
- 1955年頃、ロータリー式から信号機式に変更。
- その後、横断歩道で小学生の女児がトラックに轢かれる交通事故があったため地下道ができる。
- 2012年、地下道に「高松中央通り地中ギャラリー・ルート11」を開設[9]。